# Claude Bertin

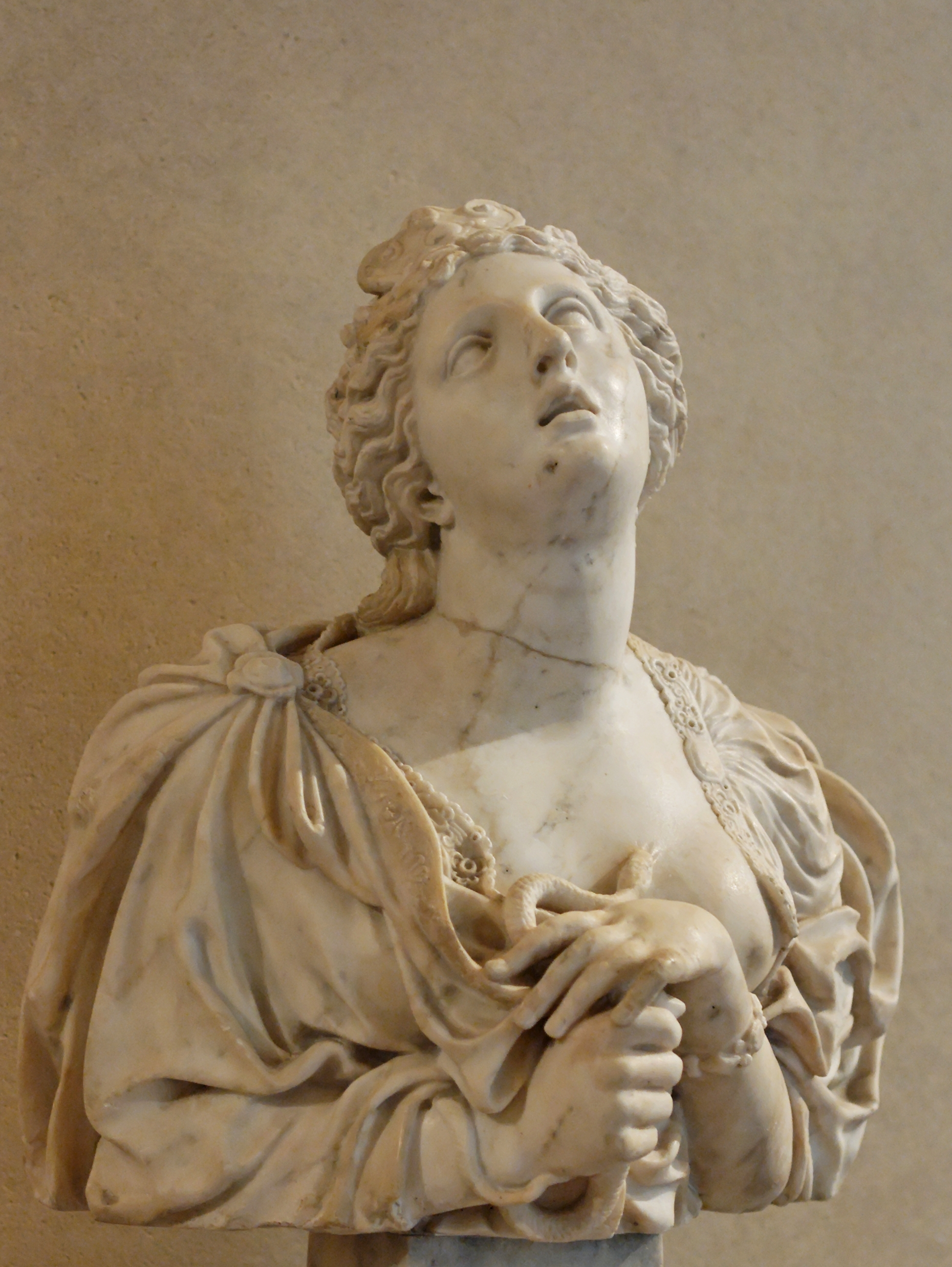
Cléopatra se suicidant di Claude Bertin, prima del 1697 (Museo del Louvre)

Claude Bertin (1653 – 1705) è stato uno scultore francese.

## Biografia
Faceva parte della squadra altamente qualificata che forniva sculture per la Reggia di Versailles. I suoi monumentali vasi in marmo, della tipologia del Vaso Borghese, con ricchi bassorilievi di frutta, festoni di edera o fregi di scene mitologiche, eseguiti tra il 1687 e il 1705, adornano ancora le terrazze della reggia.